# Gilsbach (Asdorf)
Der Gilsbach ist ein etwa 1 km langer, orografisch rechter Nebenfluss der Asdorf in Rheinland-Pfalz, Deutschland. Der Bach fließt im Gebiet der zum Landkreis Altenkirchen gehörenden Stadt Kirchen. Die Laufrichtung ist südöstlich. Das Einzugsgebiet des Bachs grenzt im Westen punktuell an das des Brölbachs, der über den Wisser Bach zur Sieg entwässert.